# Gyaritus viduus
Gyaritus viduus är en skalbaggsart som först beskrevs av Francis Polkinghorne Pascoe 1886.  Gyaritus viduus ingår i släktet Gyaritus och familjen långhorningar. Inga underarter finns listade i Catalogue of Life.